# Anastassija Filipawa
Anastassija Filipawa (belarussisch Анастасія Філіпава, russisch Анастасия Филиппова Anastassija Filippowa, englische Transkription: Anastasiya Filippova; * 2002 in Minsk) ist eine belarussische Billardspielerin, die in der Billardvariante Russisches Billard antritt.
Sie wurde 2020 belarussische Meisterin in der Disziplin Dynamische Pyramide.

## Karriere

### Russisches Billard
Filipawa begann im Alter von elf Jahren, an Turnieren in ihrer Heimatstadt Minsk teilzunehmen. Erste Erfolge erzielte sie 2016, als sie unter anderem die Jugendmeisterschaft von Minsk gewann und bei den Damen den zweiten Platz errang, nachdem sie gegen die ehemalige WM-Dritte Wolha Dabryjan gewonnen hatte. Im selben Jahr nahm sie erstmals an der belarussischen Freie-Pyramide-Meisterschaft der Damen teil, schied dort jedoch in der Vorrunde aus.
2017 gewann Filipawa ihren ersten von insgesamt drei nationalen Jugendmeistertiteln und gab beim Kremlin Cup ihr Weltcupdebüt, bei dem sie jedoch sieglos blieb. Bei der belarussischen Meisterschaft der Damen im Oktober erreichte sie das Halbfinale, in dem sie knapp gegen Wolha Dabryjan (3:4) verlor. Wenige Tage danach schied sie bei ihrer ersten Teilnahme an der Jugendweltmeisterschaft in der Vorrunde aus. Nachdem sie auch bei der Jugend-WM 2018 in der Vorrunde ausgeschieden war, belegte sie bei der nationalen Meisterschaft in der Kombinierten Pyramide den dritten Rang.
Im Januar 2019 zog sie in derselben Disziplin erstmals ins Finale einer nationalen Meisterschaft ein, in dem sie sich der Weltmeisterin Kazjaryna Perepetschajewa mit 0:3 geschlagen geben musste. In der Freien Pyramide wurde die Meisterschaft 2019 zweimal ausgetragen und Filipawa kam beide Male ins Halbfinale. Im September erzielte sie beim Kremlin Cup ihr bis dahin bestes Ergebnis bei einem Weltcupturnier, als sie unter anderem Jewgenija Scheldina und Ljubow Schyhajlowa besiegte und das Viertelfinale erreichte, in dem sie der Russin Kristina Guds mit 0:4 unterlag. Kurz darauf gelangte sie auch bei der Jugend-WM in die Runde der letzten acht, in der sie gegen Jana Wassylowa verlor.
Im März 2020 wurde Filipawa in der Disziplin Dynamische Pyramide zum ersten Mal belarussische Meisterin, nachdem sie sich im Finale gegen Wolha Dabryjan knapp mit 4:3 durchgesetzt hatte.

### Poolbillard
Filipawa ist gelegentlich auch im Poolbillard aktiv. So nahm sie 2018 an der belarussischen Jugendmeisterschaft teil und erreichte in der Disziplin 8-Ball den dritten Platz.

## Erfolge
| Ergebnis | Jahr | Turnier                                  | Finalgegner               | Endstand |
| -------- | ---- | ---------------------------------------- | ------------------------- | -------- |
| Finalist | 2019 | Belarussische Meisterschaft (Komb. Pyr.) | Kazjaryna Perepetschajewa | 0:3      |
| Sieger   | 2020 | Belarussische Meisterschaft (Dyn. Pyr.)  | Wolha Dabryjan            | 4:3      |